# Psalidoprocne nitens
La golondrina colicuadrada (Psalidoprocne nitens) es una especie de ave paseriforme de la familia Hirundinidae propia de África central y occidental.